# Oftalmologie
Oftalmologia este o ramură a medicinei care se ocupă cu tratarea bolilor organului vederii, ceea ce include ochiul și structurile din jurul ochiului, cum ar fi pleoapele și sistemul lacrimar. Patologia căilor vizuale (nervul optic, căile vizuale centrale) și a cortexului vizual reprezintă un domeniu de graniță între neurologie și oftalmologie ("neurooftalmologie"). Cuvântul oftalmologie vine din radicalurile grecești ophthalmos, care înseamnă ochi și logos, care înseamnă cuvânt, gând sau discurs; oftalmologia înseamnă, literal, "știința despre ochi". Ca disciplină, se ocupă și de ochii de animale, deoarece diferențele între practica veterinară și cea umană sunt minore și sunt legate de diferențe de anatomie și nu în diferențe între tipurile de boli. Termenul oftalmolog este mai restrâns și desemnează un specialist cu pregătire medicală, care tratează bolile de ochi. Deoarece oftalmologii efectuează și operații pe ochi, oftalmologia aparține în parte de specialitățile chirurgicale ("oftalmochirurgie"). Pierderea ochiului necesită înlocuirea acestuia cu o proteză oculară.